# Det förmedvetna
Det förmedvetna innehåller sådant i vår psykiska apparat som visserligen är omedvetet men ändå viljemässigt låter sig plockas fram, såsom ett namn som för ett ögonblick fallit ur minnet men efter ett tag åter kan dras fram i medvetandets ljus. Automatismer vilka vi under utvecklingen tillägnar oss är också förmedvetna: Det gäller dels stereotypa tankeoperationer och reflexliknande reaktionssätt som har ett adaptivt värde, inte minst genom att den förmedvetna hanteringen frigör medveten tankekapacitet. Dels gäller det inövade färdigheter och utantilläxor. Dels gäller det sådana psykiska innehåll, vilka genom försvarsmekanismen klyvning hålls isär från därmed oförenliga innehåll i det medvetna. Syftet med denna klyvning, detta isärhållande av två oförenliga psykiska innehåll, är att undvika den ångest som konflikten, det vill säga problemet, annars skulle ge upphov till.

## Historik
Termerna det förmedvetna och förmedvetet myntades år 1900 av psykoanalysens fader Sigmund Freud. De utgör del av Sigmund Freuds topografiska modell för den psykiska apparaten som här uppdelas i medvetet, förmedvetet och omedvetet.

## Betydelse
Psykoanalytikern Claes Davidson om betydelsen av Det Förmedvetna:
"Psykoanalysen har alltid haft svårt att hantera konflikter kring vilja och ansvar. Anledningen härtill torde vara, att sådana konflikter är (för-)medvetna och det förmedvetna är vi lite ovana att uttrycka oss omkring. Alltsedan Freud sysslar ju psykoanalysen med omedvetna konflikter. Det förmedvetna har varit en blind fläck. Det förmedvetna har helt enkelt inte funnits. Därmed har emellertid ett och annat blivit motsägelsefullt."